# Rolls-Royce 20/25 hp
Der Rolls-Royce 20/25 hp war ein Pkw, den Rolls-Royce von 1929 bis 1936 als Nachfolger des 20 hp baute. Der „kleine Rolls-Royce“ war eigentlich für Kunden gedacht, die sich selbst ans Steuer setzen wollten, aber viele Fahrzeuge wurden an Kunden mit Chauffeur verkauft. Die tatsächliche Motorleistung lag bei 68 PS.

## Konstruktion
Der obengesteuerte Reihensechszylindermotor ähnelte dem des Vorgängers 20 hp; sein Hubraum wurde aber durch Aufbohren von 76 mm auf 82 mm auf 3699 cm³ vergrößert, wobei der Hub mit 114 mm gleich blieb. Der Motor wurde durch einen einzelnen Vergaser eigener Fertigung beatmet und die Zündung war über Magnet oder Batterie möglich. Das Vierganggetriebe war mit dem Motor verblockt und der Schalthebel stand rechts. Ab 1932 waren der dritte und vierte Gang synchronisiert.
Das Fahrwerk mit separatem Rahmen hatte Starrachsen vorne und hinten, die jeweils an halbelliptischen Längsblattfedern aufgehängt waren. Alle vier Räder waren mit Trommelbremsen versehen, die über einen mechanischen Bremskraftverstärker betätigt wurden. Die Handbremse wirkte auf separate Trommeln an der Hinterachse. Der bekannte Rolls-Royce-Kühler mit dreieckigem Aufsatz besaß vertikale Lamellen, die zur Steuerung der Motorkühlung eingestellt werden konnten. Anfangs wurden die Lamellen von Hand mit einem Hebel am Armaturenbrett eingestellt, spätere Ausführungen besaßen eine Regelung durch Thermostat.
Durch den größeren Motor stieg die Höchstgeschwindigkeit auf 121 km/h, aber viele Käufer ließen schwere Pullman-Limousinen-Aufbauten installieren, die – wie erwartet – die Höchstgeschwindigkeit begrenzten.
In sieben Jahren entstanden 3827 Stück. 1936 ersetzte der größere 25/30 hp den 20/25 hp. Rolls-Royce nutzte den Motor des 20/25 hp außerdem als Grundlage für den Bentley 3 ½ Litre.

## Karosserie
Nur Fahrwerk und Mechanik wurden von Rolls-Royce gefertigt. Die Karosserien wurden von Stellmachern nach Wahl des Käufers gebaut und aufgesetzt. Einige der bekanntesten Karosseriebauer für Rolls-Royce-Fahrgestelle waren Park Ward, Thrupp & Maberly, Mulliner und Hooper; außerdem lieferten zahlreiche kleine Hersteller wie Atcherley oder Cunard individuelle Einzelstücke.

## In Film und Fernsehen
Der Rolls-Royce 20/25 hp tauchte in mehreren Filmen und Fernsehserien auf. Das Fahrzeug ist beispielsweise in folgenden Filmen und Fernsehserien zu sehen: Die Herren Einbrecher geben sich die Ehre (1959), Father Came Too! (1963), Die 13 Sklavinnen des Dr. Fu Man Chu (1966), Sein oder Nichtsein (1983), Indiana Jones und der letzte Kreuzzug (1989), Was vom Tage übrig blieb (1993), Enigma – Das Geheimnis (2001).

## Galeriebilder

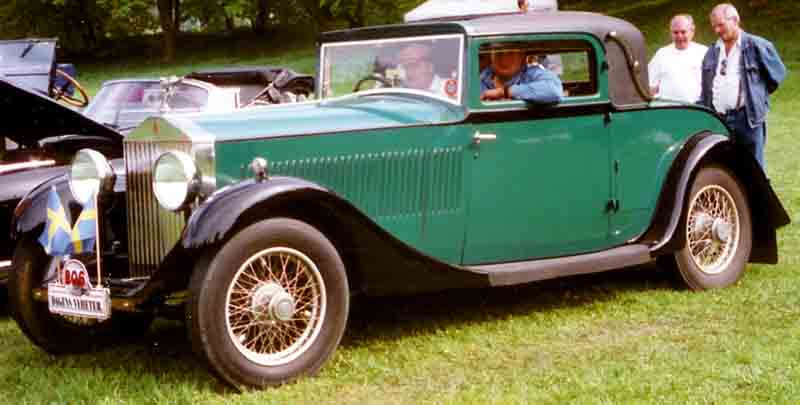
Rolls-Royce 20/25 hp Coupé (1932)
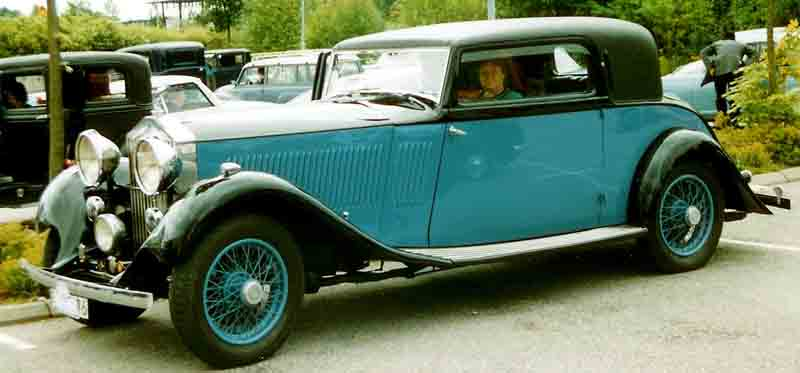
Rolls-Royce 20/25 hp Coupé (1933)
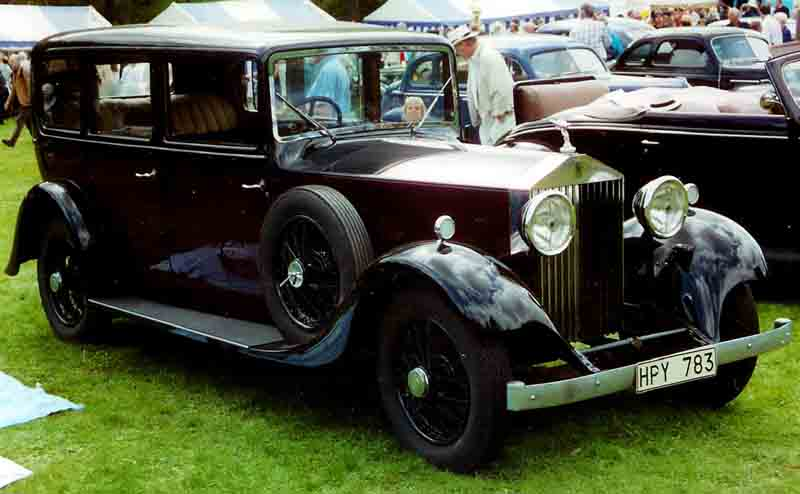
Rolls-Royce 20/25 hp Pullman-Limousine (1933)
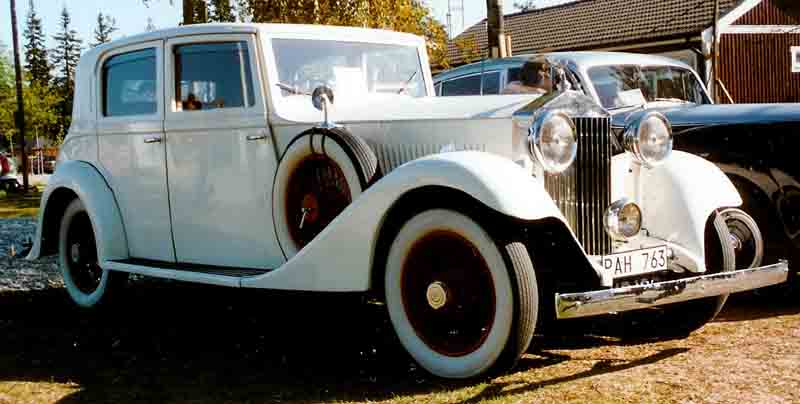
Rolls-Royce 20/25 hp Limousine (1933)
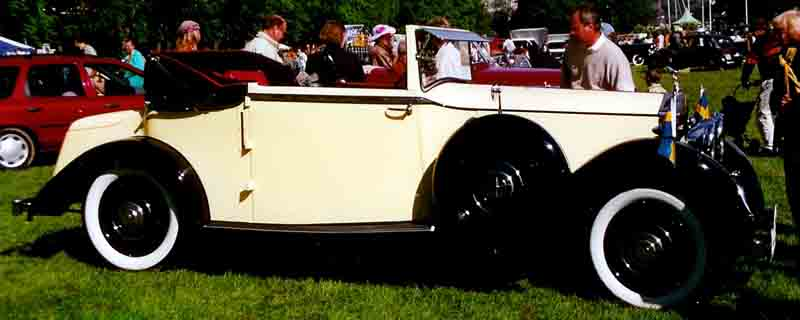
Rolls-Royce 20/25 hp Cabriolet (1934)
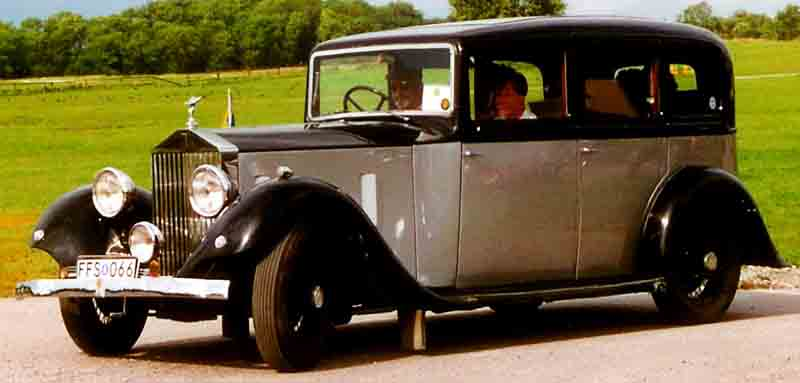
Rolls-Royce 20/25 hp Pullman-Limousine (1935)
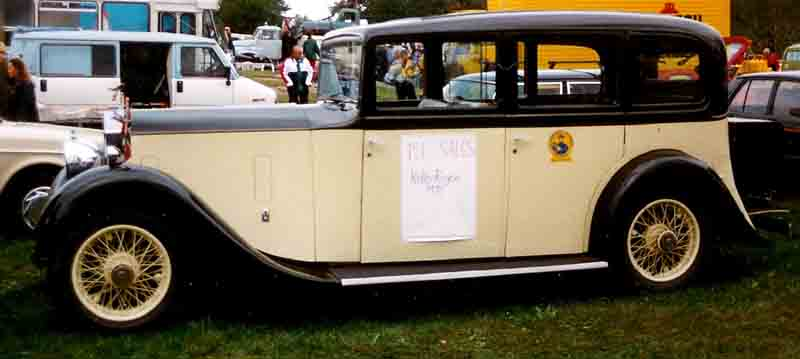
Rolls-Royce 20/25 hp Pullman-Limousine (1935)